# Bosque nacional del Río Grande
El bosque nacional del Río Grande (en inglés: Rio Grande National Forest) es un bosque nacional de los Estados Unidos que protege un área de 7530 km² situado en el suroeste del estado de Colorado. El bosque abarca el Valle de San Luis, que es el valle alpino agrícola más grande del mundo, así como uno de los mayores desiertos elevados situados alrededor de montañas en el mundo. La división continental, recorre gran parte de la frontera occidental del bosque. El bosque se encuentra en algunas partes de nueve condados. En orden descendente de la superficie dentro del bosque están:  Saguache, Mineral,  Conejos, Río Grande, Hinsdale, San Juan, Alamosa, Archuleta y Custer.